# هادي عمرو
هادي عمرو نائب مساعد وزير الخارجية الأمريكي للشؤون الفلسطينية الإسرائيلية، عين في منصبه في وقت إدارة الرئيس جو بايدن وذلك في شهر يناير 2021.
ولد هادي في لبنان وهو مؤلف ومحلل سياسي مهتم في العلاقات الأمريكية مع العالم الإسلامي وفي الصراع العربي الإسرائيلي.